# Panti

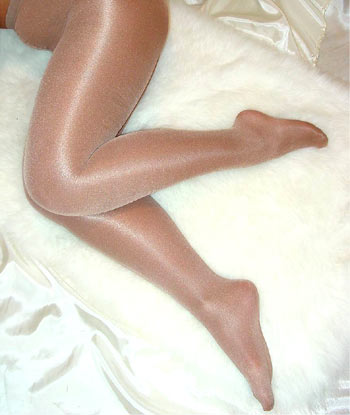
Dona amb pantis

El panti (mot usat generalment en plural: pantis) és una peça de roba interior femenina similar a les mitges, però que, a diferència d'aquestes, cobreix tota la part inferior del cos, de la cintura fins a la punta dels dits. Els pantis tenen cintura elàstica, són fabricats amb teixits de tacte fi però alhora més resistents que les mitges tradicionals, i solen anar reforçats a l'engonal, a la punta dels dits i al taló. Avui dia se'n comercialitzen en tota mena de colors, dibuixos i dissenys, i han atès respectabilitat com a peces elegants.
El primer nom que va rebre aquesta peça en català, mitja pantaló, pràcticament està en desús; la forma híbrida mitja panti és esporàdica. Alguns equivalents en altres llengües són: anglès tights (pantyhose als EUA), esp. pantimedias, fr. collants, it. calzamaglia, port. meias-calças o colã.
Avantpassats dels pantis foren les malles amb consistència de mitja que s'usaren durant força temps al món teatral. Els pantis pròpiament dits, però, foren inventats als EUA per Allen Gant Sr. (1953) i, independentment, per Ernest G. Rice (1956), tot i que la fabricació i comercialitzaació massives no s'engegaren fins al 1959. Al llarg dels anys seixanta el panti es popularitzà celèricament entre les dones arreu del món euròpid, en part per les seves comoditat i practicitat (evitava de dur lligacames i portalligues, així com tota la problemàtica associada), i en part perquè permetia dur minifaldilla, llavors en ple auge, sense mostrar la roba interior (com a norma, les minifaldilles de l'època eren més curtes que les actuals). A les alçades de 1970 els pantis havien desplaçat les mitges com a peça d'ús quotidià, i avui conserven un paper indispensable en el vestuari femení estàndard.
Segons testimoni de dones que visqueren el pas de les mitges als pantis, el canvi provocà una autèntica perplexitat a les usuàries entorn de com combinar la nova peça amb les calces; en bona lògica, l'ús estàndard ha esdevingut de dur els pantis per damunt de les calces.
Durant generacions els homes han considerat antieròtics els pantis; però a hores d'ara ja s'ha desenvolupat un fetitxisme específic entorn dels pantis.
A inicis dels anys seixanta, també s'usaren una mena de pantis gruixuts com a peça de roba per a infants d'ambdós sexes (a l'Estat espanyol, sota el nom de leotardo); han restat com a peça esportiva per a dones, i també com a roba interior d'abrigar, unisex, en esports d'hivern.
Les malles (o "leggings") són una peça de roba similar als pantis en forma i ajustament, però diferents en el teixit i en el fet que, en contrast amb els pantis, manquen de peu i constitueixen una peça d'ús exterior, d'estatus social ambigu, emperò, com una mena d'element de transició entre el món de les mitges i el dels pantalons.